# Le jaguar
Le jaguar è un film francese del 1996 diretto da Francis Veber.

## Trama
Due francesi devono recarsi in Sud America per salvare l'anima dello sciamano locale dalle forze del male.